# 姜林奎
姜林奎（1961年9月—），山东龙口人，汉族，中华人民共和国政治人物、第十一届全国人民代表大会黑龙江地区代表，曾任中央企业专职外部董事。

## 生平
毕业于东北师范大学管理学院经济学专业，是中共党员。担任哈药集团总经理。2008年起担任全国人大代表。2020年6月，因涉嫌受贿罪、滥用职权罪一案，由黑龙江省人民检察院林区分院依法向黑龙江省林区中级人民法院提起公诉。